# 慕索凤仙花
慕索凤仙花（学名：Impatiens mussotii）为凤仙花科凤仙花属下的一个种。

## 扩展阅读
- 維基物種上的相關：慕索凤仙花